# Ordulfo da Saxônia

Escudo do Brasão de Armas da Casa da Saxónia.

Ordulfo da Saxônia (1020 - 28 de Março de 1072) foi Duque da Saxónia entre 1059 e 1072. Também mencionado como Ordulfo Bilunga, era um nobre alemão da família Bilunga.
O seu reinado foi fortemente marcado por guerras, principalmente as que travou com os povos wends, vindo do norte. 
Como forma de reforço político e militar aliou-se com a coroa da Dinamarca. Para fortalecer esta aliança casou-se em 1042 com Vulfilda da Noruega, filha de Olavo II da Noruega. Seu filho Magno foi Magno I da Saxónia.
Ordulfo da Saxônia está sepultado na Igreja de São Miguel de Luneburgo, cidade de Luneburgo.

## Relações familiares
Foi filho de Bernardo II da Saxónia e de Eilica de Schweinfurt. Ordulfo casou-se a primeira vez, em 1042, com Vulfilda da Noruega, filha do rei Olavo II da Noruega e Astride Olofsdotter, de quem teve:
1. Magno I da Saxônia, sucessor do pai como Duque da Saxônia (1045 - 1106), casado com Sofia de Hungria, filha do rei Bela I da Hungria.

Casou-se segunda vez com Gertrude de Haldensleben, filha de Conrado de Haldensleben, de quem teve:
1. Bernardo da Saxônia (1047 - 1083).